# 固体水素
固体水素（英: Solid hydrogen）は、水素原子の固体状態である。水素の融点である14.01 Kよりも温度を下げることで生成される。
1899年にジェイムズ・デュワーによって最初に集められ、1899年10月のAnnales de chimie et de physique誌に"Sur la solidification de l'hydrogène"というタイトルで論文が投稿された。固体水素の密度は0.086 g/cm3であり、最も密度の小さい固体の1つである。

## 関連文献
- “Melting Characteristics and Bulk Thermophysical Properties of Solid Hydrogen”. Air Force Rocket Propulsion Laboratory, Technical Report (1972年). 2016年3月3日時点のオリジナルよりアーカイブ。2008年9月1日閲覧。